# جدول مدال‌های المپیک زمستانی ۱۹۸۸
جدول مدال بازی‌های المپیک زمستانی ۱۹۸۸ فهرستی از مدال‌های کسب شده توسط ورزشکاران است که در طول برگزاری بازی‌های المپیک زمستانی سال ۱۹۸۸ میلادی که در کلگری کانادا برگزار شد.

## جدول مدال‌ها
رتبه بندی این جدول توسط کمیته بین المللی المپیک (ioc) اعلام شده است.
      کشور میزبان (کانادا)
| رتبه                    | کشور                      | طلا | نقره | برنز | مجموع |
| ۱                       | اتحاد شوروی (URS)         | ۱۱  | ۹    | ۹    | ۲۹    |
| ۲                       | آلمان شرقی (GDR)          | ۹   | ۱۰   | ۶    | ۲۵    |
| ۳                       | سوئیس (SUI)               | ۵   | ۵    | ۵    | ۱۵    |
| ۴                       | فنلاند (FIN)              | ۴   | ۱    | ۲    | ۷     |
| ۵                       | سوئد (SWE)                | ۴   | ۰    | ۲    | ۶     |
| ۶                       | اتریش (AUT)               | ۳   | ۵    | ۲    | ۱۰    |
| ۷                       | هلند (NED)                | ۳   | ۲    | ۲    | ۷     |
| ۸                       | آلمان غربی (FRG)          | ۲   | ۴    | ۲    | ۸     |
| ۹                       | ایالات متحده آمریکا (USA) | ۲   | ۱    | ۳    | ۶     |
| ۱۰                      | ایتالیا (ITA)             | ۲   | ۱    | ۲    | ۵     |
| ۱۱                      | فرانسه (FRA)              | ۱   | ۰    | ۱    | ۲     |
| ۱۲                      | نروژ (NOR)                | ۰   | ۳    | ۲    | ۵     |
| ۱۳                      | کانادا (CAN)              | ۰   | ۲    | ۳    | ۵     |
| ۱۴                      | یوگسلاوی (YUG)            | ۰   | ۲    | ۱    | ۳     |
| ۱۵                      | چکسلواکی (TCH)            | ۰   | ۱    | ۲    | ۳     |
| ۱۶                      | ژاپن (JPN)                | ۰   | ۰    | ۱    | ۱     |
| ۱۶                      | لیختن‌اشتاین (LIE)         | ۰   | ۰    | ۱    | ۱     |
| مجموع (17 کمیته المپیک) | مجموع (17 کمیته المپیک)   | ۴۶  | ۴۶   | ۴۶   | ۱۳۸   |